# Qeyţānīyeh
Qeyţānīyeh (persiska: قيطانيه) är en ort i Iran.   Den ligger i provinsen Markazi, i den nordvästra delen av landet, 150 km sydväst om huvudstaden Teheran. Qeyţānīyeh ligger 1 352 meter över havet och antalet invånare är 166.
Terrängen runt Qeyţānīyeh är varierad. Runt Qeyţānīyeh är det ganska glesbefolkat, med 24 invånare per kvadratkilometer. Närmaste större samhälle är Gharqābād, 19,4 km väster om Qeyţānīyeh. Trakten runt Qeyţānīyeh består i huvudsak av gräsmarker.